# (6810) Juanclariá
(6810) Juanclariá est un astéroïde de la ceinture principale.

## Description
(6810) Juanclariá est un astéroïde de la ceinture principale. Il fut découvert le 9 avril 1969 à El Leoncito par l'équipe de l'observatoire Félix-Aguilar. Il présente une orbite caractérisée par un demi-grand axe de 3,14 UA, une excentricité de 0,07 et une inclinaison de 10,4° par rapport à l'écliptique.

## Compléments